# Сільніцькі
Сільніцькі (пол. Silniccy) — польські шляхетські роди. Родове прізвище походить від назви поселення пол. Silnica.

## гербу Доліва
Представлена у Краківському воєводстві.

### Представники
- Владислав — латинський канонік гнезненський, віленський єпископ-суфраган, пробощ у Конецполі
- N, дружина — Ельжбета Дембінська, дочка краківського каштеляна

## гербу Єліта
Частина предствників роду підписувалася «з Бавчо(у)ва».

### Представники
- Станіслав, мав 4 синів
  - Кшиштоф, загинув від рук Миколая, сина Каспера
  - Каспер, дружина Масломецька (пол. Masłomiecka)
    - Миколай

  - Бальцер, дружина Домбровська (пол. Dąbrowska), мали 5 дочок
  - Мальхер

- N — войський кам'янецький, посол Подільського воєводства 1628 року, депутат Радомського трибуналу
- Ґабрієль — буцнівський староста
  - Ян Стефан — староста буцнівський[1]
  - Нікодем
  - NN донька стала дружиною овруцького старости Потоцького гербу Любич

- Александер — червоногородський чесник[2]
- Пйотр — мечник та войський кам'янецький,[3] загинув у битві біля Зборова[4]
- Збігнев — кам'янецький войський у 1627—1629 роках[5]